# Melissa Breen
Melissa Breen, född 17 september 1990, är en australisk friidrottare. Hon deltog vid olympiska sommarspelen 2012 och olympiska sommarspelen 2016.